# Accord Mellon-Bérenger
L'accord Mellon-Bérenger (en anglais Mellon-Berenger Agreement) signé le 29 avril 1926 concerne le montant et le taux de remboursement de la dette de la France envers les États-Unis résultant des paiements et prêts effectués pendant la Première Guerre mondiale, avant et après l'armistice du 11 novembre 1918. L'accord réduit fortement le montant dû par la France, avec des modalités de paiement relativement souples. Cependant, il est profondément impopulaire en France, la population estimant que les États-Unis devraient renoncer à la dette compte tenu des énormes pertes en vies humaines et des dommages matériels que la France a subis, ou au moins lier les paiements aux réparations de l'Allemagne. La ratification par le Parlement français est retardée jusqu'en juillet 1929, peu avant le début de la Grande Dépression. Finalement, seule une partie assez réduite de la dette est remboursée directement.

## Contexte

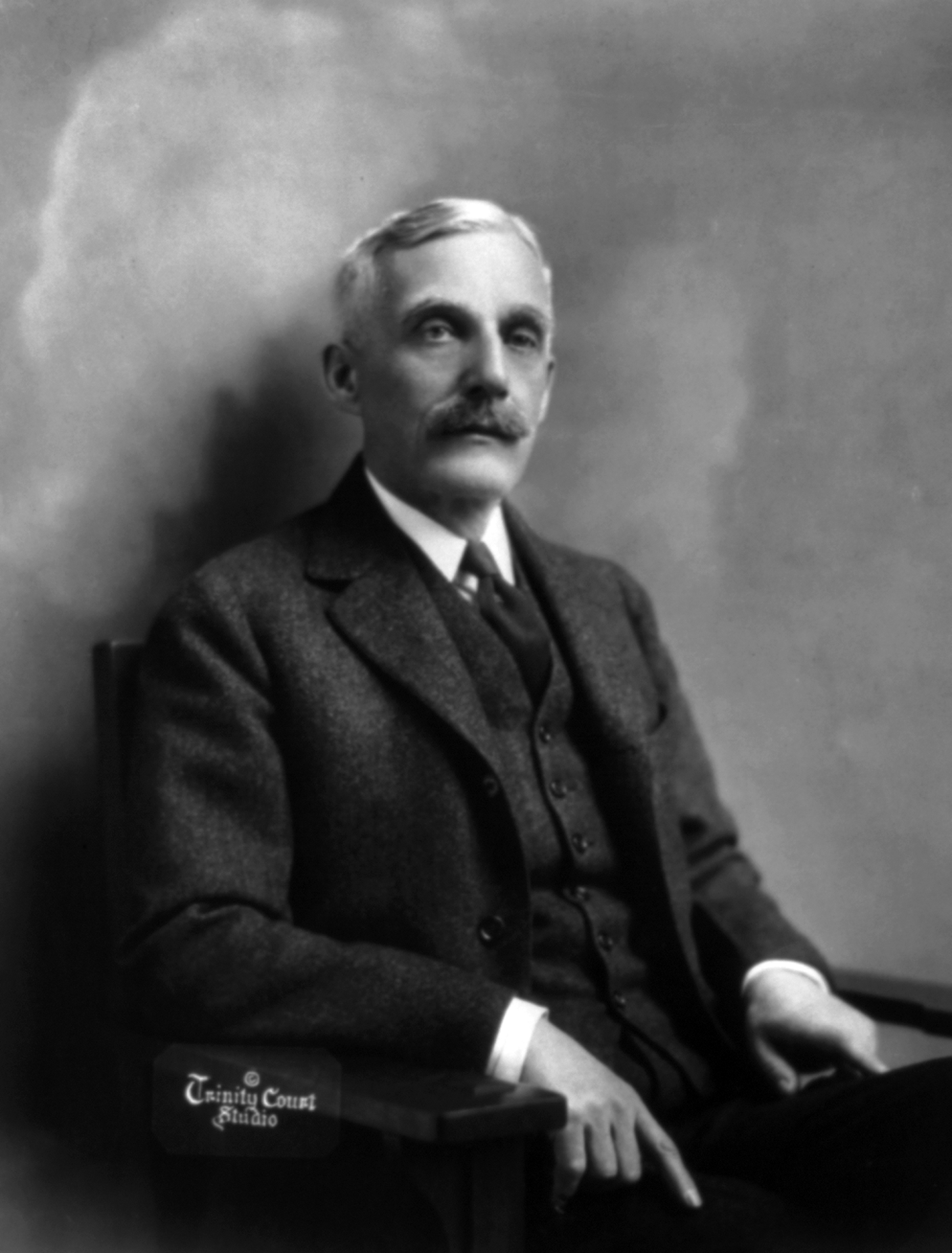
Andrew Mellon, secrétaire au Trésor des États-Unis, en 1921.

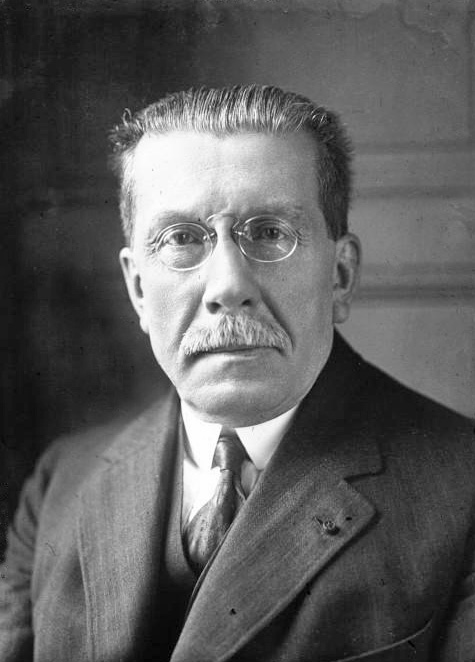
Henry Bérenger, ambassadeur de France aux États-Unis, en 1925.

Le plan Dawes d'août 1924 définit un calendrier réaliste pour les réparations allemandes aux Alliés victorieux de la Première Guerre mondiale. En instaurant la confiance, il permet à l'Allemagne d'emprunter aux États-Unis à des taux raisonnables et d'utiliser l'argent pour payer le Royaume-Uni et la France. Ces derniers utilisent, à leur tour, les réparations pour rembourser leur dette envers les États-Unis dans ce que John Maynard Keynes a décrit comme un grand « flux d'argent circulaire ».
Au milieu des années 1920, les États-Unis commencent à empêcher discrètement les prêts privés ou publics à la France tant que la question du remboursement de la dette reste en suspens, créant une pression sur le franc. Les financiers et les experts gouvernementaux de la finance en France finissent par accepter qu'un accord clair est nécessaire.
Avec le Royaume-Uni, l'accord Caillaux-Churchill de juillet 1926 lie les remboursements aux paiements des réparations à la France par l'Allemagne. Au fil des négociations, la France souhaite une clause similaire liant les paiements aux États-Unis aux réparations,.
L'ambassadeur de France aux États-Unis Henry Bérenger signe l'accord avec Andrew Mellon, secrétaire au Trésor des États-Unis, le 29 avril 1926, sous réserve de ratification par le Parlement français. La Commission américaine de la dette déclare qu'elle « estime que ce règlement représente substantiellement la capacité de paiement de la France ».
Le président des États-Unis Calvin Coolidge, dans un message au Congrès, déclare : « Je crois que le règlement est juste et équitable pour les deux gouvernements et je recommande son approbation ». La réaction est moins positive en France, où dix-mille anciens combattants manifestent à Paris contre l'accord en juin 1929, sous la direction de Joseph Darnand. Les Britanniques sont également critiques. La plupart des Français pensent alors que les États-Unis devaient renoncer à leurs créances sur les dettes de guerre, et ainsi, les gouvernements successifs retardent la ratification en France. Les problèmes connexes étaient notamment la prohibition aux États-Unis, qui avait nui aux exportations françaises, et les tarifs punitifs sur d'autres produits, qui avaient créé un grave déséquilibre commercial entre les deux pays.

## Après la signature
Au milieu de l'année 1928, le président américain Calvin Coolidge presse la France de ratifier l'accord. Dans le même temps, la pression nationaliste monte en Allemagne pour négocier des modifications du plan Dawes et obtenir l'évacuation des troupes françaises occupant la Rhénanie. En septembre 1928, les ministres des affaires étrangères Aristide Briand et Gustav Stresemann conviennent de concentrer les négociations sur les paiements des réparations et sur le retrait des troupes. Un comité se réunit à Paris le 9 février 1929 pour fixer les montants et l'échéancier des paiements allemands. Owen D. Young, un banquier américain, préside le groupe. Sous la pression des Américains, un règlement révisé est défini dans lequel les dettes allemandes sont réduites et les conditions de paiement sont facilitées.
Le président du Conseil, Raymond Poincaré, espérait pouvoir combattre le Plan Young lors d'une conférence prévue à La Haye en août 1929. Sa position serait beaucoup plus forte si l'accord Mellon-Bérenger était ratifié, et il déploie tous ses efforts pour faire adopter le projet de loi par le parlement. Un autre motif de ratification était que la dette française envers les États-Unis de 400 millions de dollars pour les munitions acquises après l'armistice devait être payée le 1er août 1929. Bien que la France puisse payer en retirant une partie de son or à Londres, un transfert aussi massif serait perturbateur.
Poincaré semble avoir utilisé des fonds secrets pour soudoyer la presse afin de soutenir l'accord. Tous les grands journaux, qui s'étaient jusqu'alors opposés à la ratification, se sont retournés pour donner leur soutien à la mi-juillet. Poincaré, qui était en mauvaise santé, présenta le dossier pour ratification à la Chambre des députés le 16 juillet 1926. Le lendemain, il est confiné au lit sur ordre de son médecin afin de récupérer ses forces pour une opération de la prostate.

## Ratification
La Chambre des députés française ratifie de justesse l'accord le 21 juillet 1926 après une séance d'une nuit entière, à 300 votes en faveur et 292 contre. Dans le même temps, la chambre ratifie l'accord Caillaux-Churchill sur les dettes de guerre françaises envers le Royaume-Uni. Raymond Poincaré n'a pas pu assister au débat en raison de ses problèmes de santé. Le Sénat français approuve la ratification le 26 juillet 1926.
Dans une déclaration du 28 juillet 1929, le président des États-Unis Herbert Hoover décrit les termes de l'accord. La France devra effectuer des paiements de trente-cinq millions de dollars au cours de l'année 1930, le montant payable augmentant au cours des onze années suivantes pour atteindre un maximum de 125 millions de dollars par an. La valeur des paiements était alors de 1,68 milliard de dollars.
Les paiements seraient considérés comme éliminant la dette totale, qui était d'environ 4,23 milliards de dollars le 15 juin 1925. Les États-Unis refusent cependant d'accepter tout lien entre les paiements et la réception par la France des réparations allemandes. La Chambre des représentants des États-Unis approuve l'accord le 12 décembre 1929 et le Sénat américain l'adopte le 16 décembre. Enfin, Herbert Hoover signe l'accord le 18 décembre.
En 1931, la France commence à ressentir l'impact de la Grande Dépression. En 1932, les Français connaissent de sérieuses difficultés financières et sont contraints d'envisager de manquer le paiement dû le 15 décembre 1932. Finalement, la majeure partie de la dette n'a jamais été remboursée directement.